# آموزش مسائل جنسی

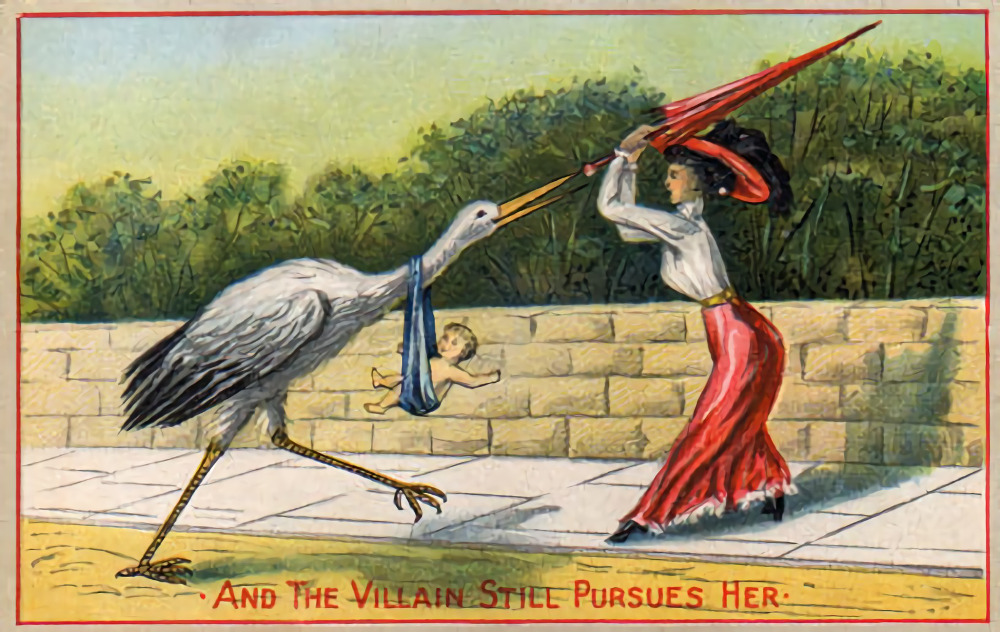
تصویر مربوط به کارت پستال و مشکل حاملگی ناخواسته در اوایل قرن ۲۰.

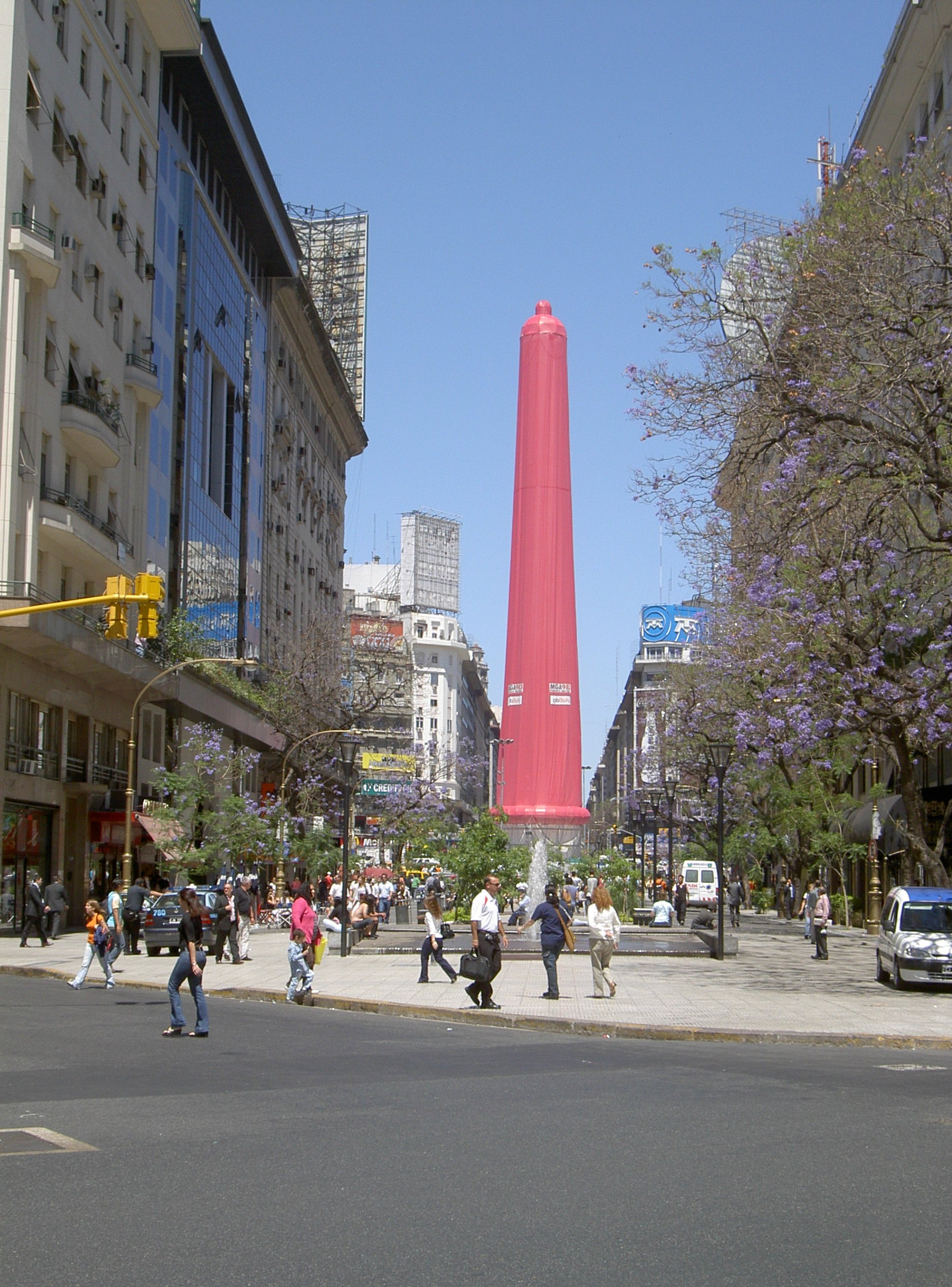

آموزش جنسی، آموزش مسائل مربوط به جنسیت انسانی، از جمله روابط و مسئولیت‌های احساسی، آناتومی جنسی انسانی، فعالیت جنسی، بازتولید جنسی، سن رضایت، سلامت باروری، حقوق تولید مثل، رابطه جنسی سالم، کنترل تولد و رعایت جنسیت است. آموزش جنسی که تمام این جنبه‌ها را پوشش می‌دهد، به عنوان آموزش جامع جنسی شناخته می‌شود. راه‌های مشترک برای آموزش جنسی، والدین یا مراقبین، برنامه‌های مدرسه رسمی و کمپین‌های بهداشت عمومی هستند.
به‌طور سنتی، در بسیاری از فرهنگها اطلاعاتی در مورد مسائل جنسی به نوجوانان داده نشده‌است و بحث در مورد این موضوعات به عنوان تابو مطرح شده‌است. چنین دستورالعمل، همان‌طور که داده شد، به‌طور سنتی به والدین کودک منتهی شد و اغلب این تا قبل از ازدواج فرزند از بین رفت. اما جنبش پیشرفت تحصیلی اواخر قرن نوزدهم، به معرفی «بهداشت اجتماعی» در برنامه درسی مکتب آمریکای شمالی و ظهور آموزش جنسی مبتنی بر مدرسه منجر شد. علی‌رغم مراحل اولیه تحصیلات جنسی در مدارس، اکثر اطلاعات مربوط به مسائل جنسی در اواسط قرن بیستم به صورت غیررسمی از دوستان و رسانه‌ها به دست آمد و بسیاری از این اطلاعات کمبود یا تردید داشتند، دوره بعد از بلوغ، زمانی که کنجکاوی در مورد مسائل جنسی شدیدتر بود. این کمبود با افزایش بروز حاملگی‌های نوجوانی، به ویژه در کشورهای غربی پس از دهه ۱۹۶۰ افزایش یافت. برنامه‌های آموزش جنسی به عنوان بخشی از تلاش‌های هر کشوری برای کاهش چنین حاملگی، در ابتدا بر مخالفت شدید والدین و گروه‌های مذهبی قرار گرفت.
شیوع ایدز به احساس جدیدی از فوریت آموزش تعلیم و تربیت جنسی پرداخته‌است. در بسیاری از کشورهای آفریقایی، جایی که ایدز در سطح همه گیر قرار دارد، اکثر دانشمندان به عنوان یک استراتژی بهداشت عمومی حیاتی تربیت جنسیتی را نشان می‌دهند. بعضی از سازمان‌های بین‌المللی نظیر برنامه‌ریزی‌های والدین، برنامه‌های آموزشی گسترده جنسی دارای مزایای جهانی هستند مانند کنترل ریسک بیش از حد جمعیت و پیشرفت حقوق زنان (همچنین نگاه کنید به حقوق تولید مثل). استفاده از کمپین‌های رسانه‌های جمعی گاهی به سطح بالایی از «آگاهی» همراه با دانش عمیق سطح از انتقال HIV است.
بخش‌های مهمی از مشکلات رفتاری افراد در حوزهٔ مسائل جنسی بزرگسالی، ریشه در فقدان تربیت جنسی دوران کودکی و نوجوانی دارد. کلمهٔ تربیت به‌معنی زمینه‌سازی برای رشد تدریجی و هماهنگ تمام استعدادهای درونی یک انسان است. هدف اصلی در تربیت جنسی کودکان، کمک به حفظ سلامت جنسی آن‌هاست. واقعیت این است که مهم‌ترین مربی هر کودکی در طول زندگی‌اش والدین او هستند. اگر والدین مسئولیت تربیت جنسی فرزندانشان را نپذیرند، دیگران این کار را انجام خواهند داد و آنگاه خطرات بسیار جدی کودکان را تهدید خواهد کرد. برخی از مهم‌ترین اصول ناظر بر آموزش جنسی کودکان موضوعاتی است مانند: کنترل رفتارهای جنسی در محیط خانواده، رعایت مسائل اخلاقی در تعامل با فرزندان، نظارت والدین بر رسانه‌های در اختیار فرزندان، ارائه پاسخ مناسب به سؤالات جنسی فرزندان، صحبت‌کردن با کودکان دربارهٔ بلوغ جنسی، صحبت‌کردن درخصوص عوارض روابط ناسالم جنسی و آگاه‌کردن فرزندان نسبت به سوءاستفاده‌های جنسی. والدین در صورتی می‌توانند تربیت جنسی کودکان را به‌درستی انجام دهند که آموزش‌های لازم در این زمینه را پشت سر گذاشته باشند؛ به خاطر داشته باشید که تربیت جنسی کودکان، مقدمهٔ تربیت جامع و کامل آن‌هاست.

## تعاریف
برت (Burt) آموزش جنسی را به عنوان مطالعه خصوصیت‌های این دو موجود تعریف می‌کند: یک مرد و زن. چنین خصوصیت‌هایی جنسیت شخص را تشکیل می‌دهند. جنسیت جنبه مهمی از زندگی یک جاندار انسان است، و تقریباً همه مردم، از جمله بچه‌ها می‌خواهند در مورد آن بدانند. آموزش جنسی شامل تمام حدود آموزشی ای می‌شود که - صرف نظر از شیوه خاصی که استفاده می‌شود - می‌توانند دربارهٔ جنسیت باشند. او در ادامه گفت که آموزش جنسی به جهت محافظت، گسترش زایمان، بهبود و توسعه خانواده بر اساس ایده‌های اخلاقی پذیرفته شده‌است.

## مزایا
آموزش جنسی اولیه چندین مزیت مهم دارد، به عنوان مثال:
- کاهش تعداد روسپی‌ها[۳]
- کاهش تعداد مصارف روسپی‌ها[۴]
- شروع دیرهنگام رابطه که نشان می‌دهد آموزش جنسی باعث افزایش تمایلات جنسی نمی‌شود بلکه به کنترل آن کمک می‌کند.[۵]

- دیدگاه ایمن و مثبت نسبت به تمایلات جنسی ایجاد کنید.
- روابط سالم ایجاد کنید.
- انتخاب های آگاهانه، ایمن و مثبت در مورد جنسیت و سلامت جنسی خود داشته باشید.[۶]

- کاهش فعالیت جنسی.
- کاهش تعداد شرکای جنسی
- کاهش دفعات رابطه جنسی محافظت نشده
- افزایش استفاده از کاندوم.
- کاهش طلاق گرفتن.[۷]
- افزایش استفاده از داروهای ضد بارداری.[۶]
- افراد جوان کمتر در معرض رفتارهای پرخطر مانند رابطه جنسی در هنگام مصرف الکل یا مواد مخدر هستند.[۸][۹][۱۰][۱۱]

به اضافه این، آموزش جنسی اولیه شامل موضوعات بعدی است:
- آناتومی
- رضایت
- درخواست سایبری/قلدری
- رشد جنسی سالم
- زیان در روابط جنسی

- رفتار جنسی.
- تولید مثل جنسی.
- عفونت های مقاربتی (STIs).
- پرهیز.
- پیشگیری از بارداری
- روابط بین فردی.
- اجبار باروری
- حقوق باروری
- مسئولیت های تولید مثل[۶][۱۲][۱۳]

| موضوع مزایای                                               | توضیع |
| ---------------------------------------------------------- | --- |
| قدردانی از جنسیت و تنوع جنسی                               | نرخ پایین تر همجنس گرا هراسی کاهش قلدری همجنسگرا هراسی درک گسترده از جنسیت و هنجارهای جنسیتی. به رسمیت شناختن برابری جنسیتی، حقوق و عدالت اجتماعی. |
| پیشگیری از خشونت قرار ملاقات (DV) و خشونت شریک صمیمی (IPV) | بهبود دانش، نگرش، و گزارش DV و IPV. کاهش نرخ DV و IPV. افزایش قصد و رفتار تماشاگران.                                                               |
| روابط سالم                                                 | افزایش دانش، نگرش و مهارت. مهارت ها و اهداف ارتباطی بهبود یافته است.                                                                               |
| پیشگیری از سوء استفاده جنسی از کودکان                      | بهبود دانش، نگرش ها، مهارت ها و پیامدهای اجتماعی- عاطفی مرتبط با ایمنی شخصی و لمس کنید. بهبود مهارت های افشاگری                                    |
| سایر مزایای                                                | یادگیری عاطفی اجتماعی الگو:Graph: سواد رسانه ای |

## آموزش جنسی در ایران
پژوهش گسترده‌ای که در ۴۴ کشور و بین سال های ۱۳۸۴ تا ۱۳۸۶ شمسی در مورد اولین تجربه رابطه جنسی صورت گرفته نشان می‌دهد که سن نخستین رابطه جنسی در این کشورها به طور میانگین ۱۸ سال و ۴ ماه بوده که پایین ترین سن مربوط به اتریش (۱۷ سال و ۳ ماه) و بالاترین آن مربوط به مالزی (۲۳ سال) بوده است.
یک دهه پیش، تحقیق گسترده وزارت آموزش و پرورش از بیش از ۱۴۱ هزار دانش‌آموز نشان داد که بیش از ۷۴ درصد دانش‌آموزان رابطه غیر مجاز با جنس مخالف را تجربه کرده‌اند.
تحقیق دیگری که مرکز پژوهش‌های مجلس به آن اشاره کرده است، نشان می‌داد که ۸۰ درصد دختران چند دبیرستان دخترانه تهران رابطه با جنس مخالف را تجربه کرده‌اند. سه سال پیش هم رئیس مرکز تحقیقات ایدز کشور اعلام کرد که بر اساس پژوهش‌ها سن شروع تماس جنسی در ایران حدود ۱۳.۵ تا ۱۴ سال است.
پایگاه داده‌های باز ایران از ۲۲ خرداد تا ۲ تیر سال ۱۴۰۲ پرسش‌هایی را در این مورد با کاربران فضای مجازی در میان گذاشته‌است. ۱۳۲۷ نفر (۷۸ درصد مرد و ۲۲ درصد زن) در این فراخوان شرکت کرده‌اند.
پاسخگویان در ۳۲ استان مختلف کشور سکونت داشته‌اند و ۹۶ درصد ساکن مناطق شهری و ۴ درصد ساکن مناطق روستایی بوده اند ولی اکثریت شرکت‌کنندگان ساکن تهران بوده‌اند. ۳۸ درصد پاسخگویان مدرک کمتر از کارشناسی و ۶۲ درصد بیش از کارشناسی داشته‌اند. میانگین سنی پاسخگویان ۳۲ سال بوده و ۵۶ درصد مجرد، ۳۸ درصد متاهل و ۶ درصد پیش‌تر متاهل (جدا شده، طلاق‌گرفته، همسر از دست‌داده) بوده‌اند.
پایگاه داده‌های باز ایران نتایج این نظرسنجی را در روز ۸ آبان ۱۴۰۲ منتشر کرد:
آیا تا به حال با شخص دیگری رابطه جنسی داشته‌اید؟